# Jadwiga Zwierz
Jadwiga Zwierz (ur. 17 października 1935 w Mińsku Mazowieckim, zm. 9 grudnia 2019 w Warszawie) – geolożka, działaczka społeczna, krajoznawczyni, popularyzatorka turystyki pieszej.

## Wykształcenie i praca zawodowa
Absolwentka Wydziału Geologii Uniwersytetu Warszawskiego. Przez wiele lat pracowała w Instytucie Geologii, była kustoszką Muzeum Geologicznego w Warszawie.

## Działalność społeczna
Od 1953 r. związana z Polskim Towarzystwem Turystyczno-Krajoznawczym jako członek Koła Zakładowego nr 45 przy Instytucie Geologii działającego przy Oddziale Stołecznym PTTK w Warszawie. W latach 1958–1978 pracując w Kole przygotowała m.in. wycieczki piesze nizinne i górskie. W latach 1964–1978 uczestniczyła w działaniach Klubu Turystyczno-Krajoznawczego „Czata 62”. Pełniła funkcje członka Zarządu i wiceprezesa.
W Oddziale Stołecznym społecznie pełniła funkcje m.in. sekretarza Komisji Młodzieżowej w latach 1966–1978, sekretarza Komisji
Krajoznawczej w latach 1972–1978, sekretarza Oddziałowej Komisji Opieki nad Zabytkami w latach 1978–1982. W latach 1984–2019 działała w Klubie Przodowników Turystyki Pieszej im. A. Michalskiej przy Oddziale Stołecznym PTTK w Warszawie. Zorganizowała szereg imprez pieszych, rajdów, zlotów, złazów. Wykładała podczas kursów szkoleniowych kadry przodowników turystyki pieszej i społecznych opiekunów zabytków.
Działała także na szczeblu ogólnopolskim m.in. w Komisji Turystyki Pieszej ZG PTTK w latach 1981–2014, od 1993 r. pełniła funkcję sekretarza komisji. Współtworzyła Ogólnopolskie Zloty Przodowników Turystyki Pieszej, Ogólnopolskie Wysokokwalifikowane Rajdy Piesze, Krajowe Narady Aktywu Turystyki Pieszej.
Posiadała uprawnienia Przodownika Turystyki Pieszej, Honorowego Przodownika Turystyki Pieszej, Instruktora Krajoznawstwa Polski i Regionu, Społecznego Opiekuna Zabytków, Organizatora Turystyki.
Walny Zjazd PTTK uhonorował ją nadając jej za całokształt działań godność Członkini Honorowej PTTK 4 września 2009.

## Odznaczenia i wyróżnienia[1][2]
Za swoją działalność społeczną została wyróżniona m.in.:
- Krzyżem Kawalerskim Orderu Odrodzenia Polski,
- Złotym Krzyżem Zasługi,
- Odznaką "1000-lecia Państwa Polskiego",
- Odznaką Honorową "Za Zasługi dla Turystyki",
- Srebrną Odznaką "Zasłużony Działacz Turystyki",
- Złotą Honorową Odznaką PTTK,
- Medalem 50-lecia PTTK.
- Medalem „50 lat Komisji Turystyki Pieszej Polskiego Towarzystwa Turystyczno-Krajoznawczego”,
- Medalem „60 lat Komisji Turystyki Pieszej Polskiego Towarzystwa Turystyczno-Krajoznawczego”
- Odznaką Honorową Oddziału Stołecznego PTTK

Za działalność zawodową wyróżniono ją:
- Złotą Odznaką „Zasłużony dla Polskiej Geologii”,
- Odznaką „Zasłużony Działacz Związku Zawodowego Górników”,

## Publikacje i prelekcje
Z zakresu geologii:
- Danuta Kobylińska, Jadwiga Zwierz. Katalog zbiorów geologicznych Instytutu Geologicznego: Fauna kopalna z obszaru Polski - Paleozoik. Dział paleontologiczno-stratygraficzny. Wydawnictwo Geologiczne, 1974.
- Wiesław Barczyk, Wanda Bielecka, Janusz Błaszyk, Wojciech Brochwicz-Lewiński, Ryszard Dadlez, Krystyna Dayczak-Calikowska, Jadwiga Dembowska, Jan Golonka, Helena Hurcewicz, Wanda Jesionek-Szymańska, Władysław Karaszewski, Leon Karczewski, Danuta Kobylińska, Janusz Kopik, Jan Kutek, Jerzy Lefeld, Lidia Malinowska Redaktor, Jadwiga Mamczar, Teresa Maryańska, Teresa Marcinkiewicz, Elżbieta Morycowa, Ryszard Myczyński, Wiesław Nowak, Olga Pazdro, Jolanta Paruch-Kulczycka, Halina Pugaczewska, Maria Rogalska, Ewa Roniewicz, Olga Styk, Andrzej Wierzbowski, Maria Wiśniewska-Żelichowska, Jadwiga Zwierz. Budowa geologiczna Polski. T III Atlas skamieniałości przewodnich i charakterystycznych. część 2b Mezozoik, Jura. Wydawnictwo Geologiczne, 1980.
- Mirosława Ciemniewska, Jadwiga Zwierz. Muzealnictwo mineralogiczne w Europie Środkowej, Przegląd Geologiczny, wolumin 43, numer 3 (1995), str. 282.

Publikowała także artykułu dotyczące turystyki pieszej i działalności Komisji Turystyki Pieszej PTTK:
- w Biuletynie Komisji „Piechur”
- w książce „50 lat Komisji Turystyki Pieszej Zarządu Głównego PTTK w Warszawie 1952–2002”.

Popularyzowała wiedzę na temat geologii prowadząc prelekcje i pokazy minerałów. Prelekcje dotyczyły osobliwości geologicznych Polski i geologii na trasach wędrówek.